# Abdallah
Abdallah (auch Abd-Allah oder Abdullah; arabisch عبد الله, DMG ʿAbd Allāh, [ʕab.duɫ.ˈɫaːh]) ist ein männlicher, arabischer Vorname. 

## Herkunft und Bedeutung
Der Name setzt sich zusammen aus den Elementen عبد ʿabd  und الله Allah und bedeutet „Diener Allahs“ oder „Knecht Allahs“.
Es war der Name des Vaters des Propheten Muhammad und eines seiner Söhne und wird zweimal im Koran erwähnt. Der Name ist in der gesamten islamischen Welt verbreitet. Männer, die zum Islam konvertieren, fügen ihrem Namen oftmals Abdallah bei.
Die Bezeichnung Abd-Allah oder Gottesknecht ist allerdings kein spezifisch islamischer Terminus. Man findet bereits in der jüdischen und christlichen Tradition ähnliche Personennamen (vgl. Obed, Obadja u. ä.) und den Titel „Gottesknecht“ für den Messias. Die Bezeichnung wurde insbesondere von syrischen Christen für Jesus Christus verwendet. Der lateinische Ausdruck für Gottesknecht lautet servus Dei. Er ist seit Papst Gregor dem Großen als Servus servorum Dei („Knecht der Knechte Gottes“) auch offizielle Selbstbezeichnung der Päpste.
Die Bildung des Namens ist analog zu denen punischer Namen mit gleicher Bedeutung – wie zum Beispiel Abdmelqart Diener des Melkart (deutsche Form: Hamilkar). So ist der Ausdruck Abd (arabisch عبد) „Knecht“, „Diener“ oder auch „Sklave“ schon lange vor dem Islam im ganzen Orient als Namensbestandteil verbreitet gewesen.

## Namensträger

### Vorname
- Abd Allah, Vater Mohammeds (vor 554 – um 570)
- ʿAbdallāh ibn ʿAbbās, Cousin Mohammeds (618–688)
- ʿAbdallāh ibn ʿUmar, Sohn des zweiten Kalifen ʿUmar ibn al-Chattāb (geb. zw. 610/612–693)
- ʿAbdallāh ibn Masʿūd, Gefährte Mohammeds (gest. 652)
- Abd Allah ibn Hudhafa Gefährte Muhammeds, († 653)
- Abdallah ibn Dschahsch († 625), Anhänger Mohammeds
- Abd Allah ibn Umm Maktum Gefährte Muhammeds, († 636)
- Abdallah von Córdoba, Emir von Córdoba in Andalusien (888–912)
- Abu l-Abbas Abdallah II., Emir der Aghlabiden in Ifriqiya (902–903)
- Abdallah al-Mahdi, Kalif der Fatimiden in Tunesien (910–934)
- Abdallah ibn al-Muizz († 975), Person des ismailitischen schiitischen Islam, Prinz der Fatimiden
- Abdallah al-Adil, Kalif der Almohaden im Maghreb (1224–1227)
- Abdallah Muhammad, Sultan der Wattasiden in Marokko (1505–1524)
- Abu Abdallah al-Qa'im, Scheich der Saadier in Marokko (1505–1517)
- Abdallah al-Ghalib, Sultan der Saadier in Marokko (1557–1574)
- Abu Abdallah, Sultan der Saadier in Marokko (1574–1576)
- Abdallah I. ibn Saud, Imam der Wahhabiten in Saudi-Arabien (1814–1818)
- Abdallah II. ibn Thunayyan († 1843), Imam der Wahhabiten (1841–1843)
- Abdallah III. ibn Faisal, Imam der Wahhabiten in Saudi-Arabien (1865–1889)
- Abdallah ibn Husain I., Emir und König von Jordanien (1920–1951)
- ʿAbdallāh ibn aṭ-Ṭaiyib († 1043), nestorianischer Philosoph, Arzt, Priester, Theologe und Autor
- Abdallah Yusuf Azzam, palästinensischer Religionsführer; Mentor Osama bin Ladens (1941–1989)
- Abdallah Yahya Al-Mouallimi (* 1952), saudischer Diplomat
- Abdallah Sima (* 2001), senegalesischer Fußballspieler

### Familienname
- Abdelwahab Abdallah (* 1940), tunesischer Politiker
- Abdul Rahman ibn Abdallah (1850–1928), Imam der Wahhabiten
- Abu Faris Abdallah († 1609), Sultan der marokkanischen Saadier-Dynastie
- Ahmed Abdallah (1918–1989), Präsident der Komoren
- Ahmedou Ould-Abdallah (* 1940), mauretanischer Diplomat
- Aiman Abdallah (* 1965), deutscher Fernsehmoderator
- Akim Abdallah (* 1997), komorischer Fußballspieler
- Alexander Abdallah (* 1993), schwedischer Schauspieler und Regisseur
- Ali Ajaj Abdallah (* 1962), libanesischer Politiker
- Ali Hussein Abdallah (* ?), libanesischer Politiker
- Barbara Abdallah-Steinkopff (* 1958), Psychologin, psychologische Psychotherapeutin und Sachbuchautorin
- Ben Saïd Abdallah (* 1924), französischer Langstreckenläufer
- Charbel Abdallah (* 1967), libanesischer Erzbischof
- Dalila Abdallah (* 1983), britische Schauspielerin, Kabarettistin und Sängerin
- Elmuez Mahgoub Abdallah (* 1978), sudanesischer Fußballtorhüter
- Faris Abdallah (* 1994), sudanesischer Fußballspieler
- Georges Ibrahim Abdallah (* 1951), libanesischer Attentäter
- Hakim Abdallah (* 1998), madagassischer Fußballspieler
- Hassan Abdallah (* 1996), kenianischer Fußballspieler
- Hosam Abdallah (* 1966), ägyptischer Handballspieler
- Ismail Abdallah (* 1933), Turner der Vereinigten Arabischen Emirate
- Kassim Abdallah (* 1987), französisch-komorischer Fußballspieler
- Keyliane Abdallah (* 2006), französischer Fußballspieler
- Maged Abdallah (* 1970), ägyptischer Fechter
- Maida Abdallah (* 1970), tansanische Politikerin
- Mohamed Abdallah (Fußballtrainer), sudanesischer Fußballspieler und -trainer
- Mohamed Abdallah (Fußballspieler) (* 1999), komorischer Fußballspieler
- Mohamed Rished Abdallah (* 1952), tansanischer Politiker
- Moncef Ben Abdallah (* 1946), tunesischer Politiker und Diplomat
- Moubarak Abdallah (* 1985), komorischer Fußballspieler
- Moutaz Mousa Abdallah (* 1967), sudanesischer Politiker
- Muhsin Shariff Abdallah, somalischer Fußballtorhüter
- Mulai Abdallah (1694–1757), Sultan der marokkanischen Alawiden-Dynastie
- Nia Abdallah (* 1984), US-amerikanische Taekwondoin
- Omar Abdallah (* 2002), dschibutischer Fußballspieler
- Omari Abdallah (* 1943), tansanischer Leichtathlet
- Ould Lamine Abdallah (* 1929), französischer Leichtathlet
- Raida Abdallah Bader (* 1965), jordanische Leichtathletin
- Ragei Abdelati Abdallah (* 1990), sudanesischer Fußballspieler
- Yohanna Barnaba Abdallah († 1924), Priester und Historiker der Yao
- Younis Abdallah (* 1948), kuwaitischer Leichtathlet
- Zouhair Abdallah (* 1983), libanesischer Fußballspieler